# Terrence Trammell
Terrence R. Trammell (født 23. november 1978 i Atlanta, Georgia, USA) er en amerikansk atletikudøver (hækkeløber), der vandt sølv på 110 meter hæk ved både OL i Sydney 2000 og OL i Athen 2004. I VM-sammenhæng er det også blevet til to sølvmedaljer på samme distance, i Paris i 2003 og i Osaka i 2007.